# Suzanne Romaine
Suzanne Romaine (ur. 1951 w Massachusetts) – amerykańska językoznawczyni i socjolingwistka. Zajmuje się multilingwizmem społecznym, zjawiskiem różnorodności językowej, rewitalizacją języków, akwizycją językową, językoznawstwem historycznym, zmianami i kontaktami językowymi.
Kształciła się w Bryn Mawr College, gdzie uzyskała bakalaureat w dziedzinie języka niemieckiego i lingwistyki. Studia podyplomowe z fonetyki i językoznawstwa podjęła na Uniwersytecie Edynburskim. W 1981 roku doktoryzowała się na Uniwersytecie w Birmingham. Swoją rozprawę poświęciła metodologii i statusowi językoznawstwa socjohistorycznego.
Jej dorobek obejmuje ponad 150 artykułów naukowych. 

## Wybrana twórczość
- Socio-historical Linguistics; Its Status and Methodology (1982)
- The Language of Children and Adolescents; The acquisition of communicative competence (1984)
- Pidgin and Creole Languages (1988)
- Bilingualism (1989)
- Language, Education and Development; Urban and Rural Tok Pisin in Papua New Guinea (1992)
- Language in Society. An Introduction to Sociolinguistics (1994)
- Communicating Gender (1999)
- Vanishing Voices; The Extinction of the World's Languages (współautorstwo, 2000)